# 1965 dans les parcs de loisirs
| Années des parcs de loisirs : 1962 - 1963 - 1964 - 1965 - 1966 - 1967 - 1968    |
| Décennies des parcs de loisirs : 1930 - 1940 - 1950 - 1960 - 1970 - 1980 - 1990 |

## Parcs d'attractions

### Ouverture
- Edenlandia ( Italie)
- Fiabilandia ( Italie)
- Kolmårdens Djurpark ( Suède)

## Événements
- Création de l'entreprise Stengel Engineering le 28 mars 1965.
- Annonce officielle de la construction du Walt Disney World Resort le 15 novembre 1965[1].

## Les attractions

### Montagnes russes

#### Délocalisations
| Nom                                             | Type/Modèle        | Constructeur | Parc   | Pays       | Anciennement                           |
| ----------------------------------------------- | ------------------ | ------------ | ------ | ---------- | -------------------------------------- |
| Wild Mouse Devenu New Wilder Wild Mouse en 1973 | Wild Mouse en bois |              | Lagoon | États-Unis | Wild Mouse à Fun Forest Amusement Park |

#### Nouveautés
| Nom     | Type/Modèle      | Constructeur      | Parc       | Pays  |
| ------- | ---------------- | ----------------- | ---------- | ----- |
| Cyclone | Assise           | Togo              | Toshimaen  | Japon |
| Radar   | Assise / Wildcat | Anton Schwarzkopf | Gröna Lund | Suède |

### Autres attractions
| Nom                            | Type / Modèle                  | Constructeur                       | Parc                 | Pays       |
| ------------------------------ | ------------------------------ | ---------------------------------- | -------------------- | ---------- |
| Earthquake                     | Parcours scénique              | Arrow Development                  | Cedar Point          | États-Unis |
| El Sombrero                    | Wipeout                        | Chance Manufacturing Company, Inc. | Six Flags Over Texas | États-Unis |
| Great Moments with Mr. Lincoln | Spectacle d'audio-animatronics | WED Enterprises                    | Disneyland           | États-Unis |
| Skyview                        | Télécabine                     | Universal Design Limited           | Hersheypark          | États-Unis |
| Space Spiral                   | Tour d'observation             | Von Roll                           | Cedar Point          | États-Unis |

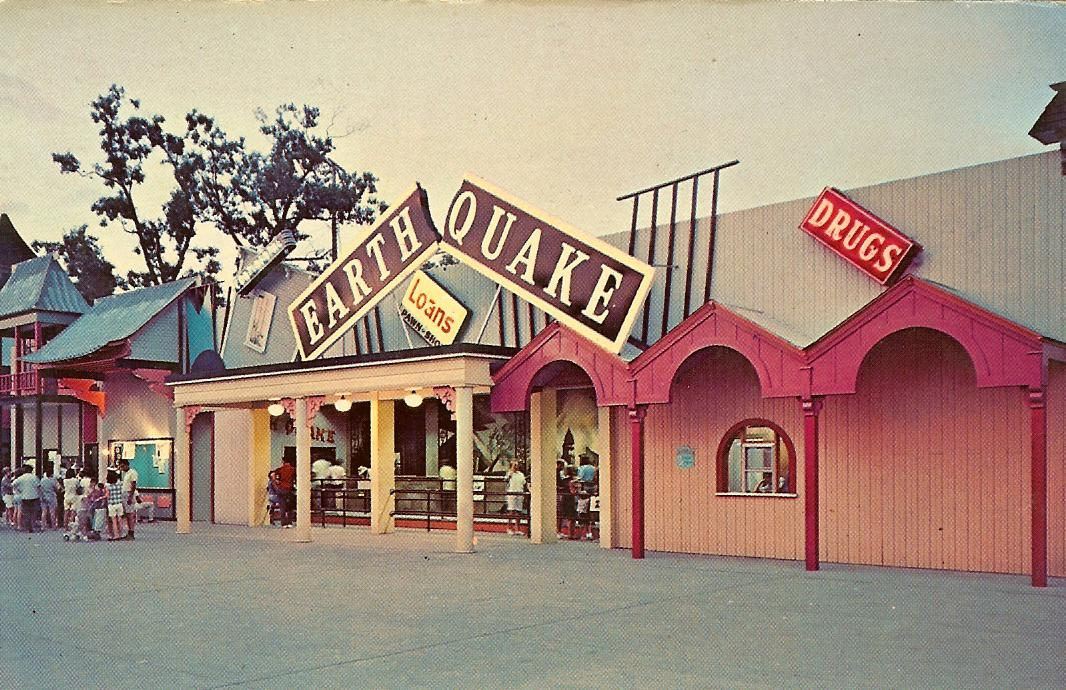
Earthquake à Cedar Point
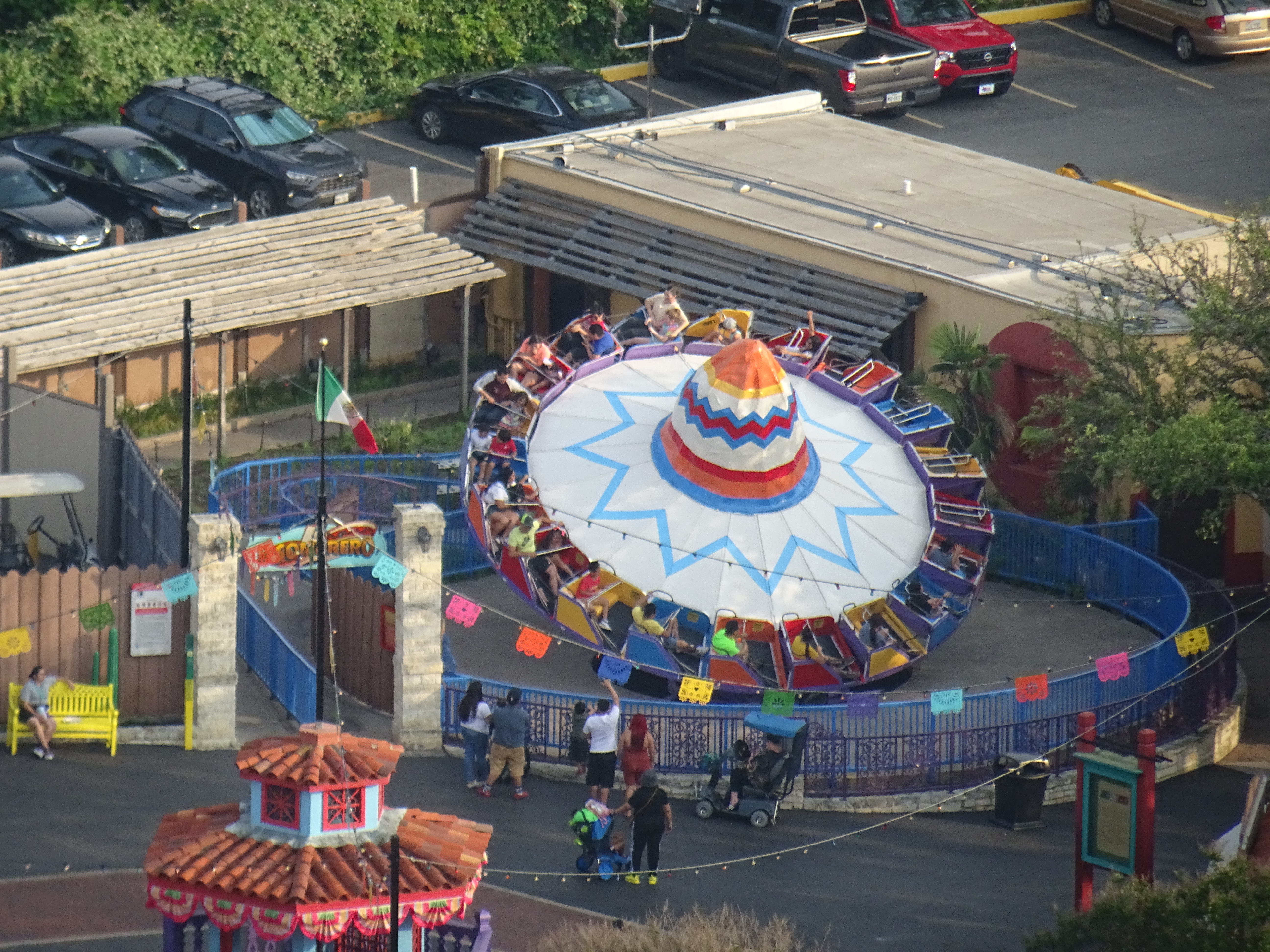
El Sombrero à Six Flags Over Texas
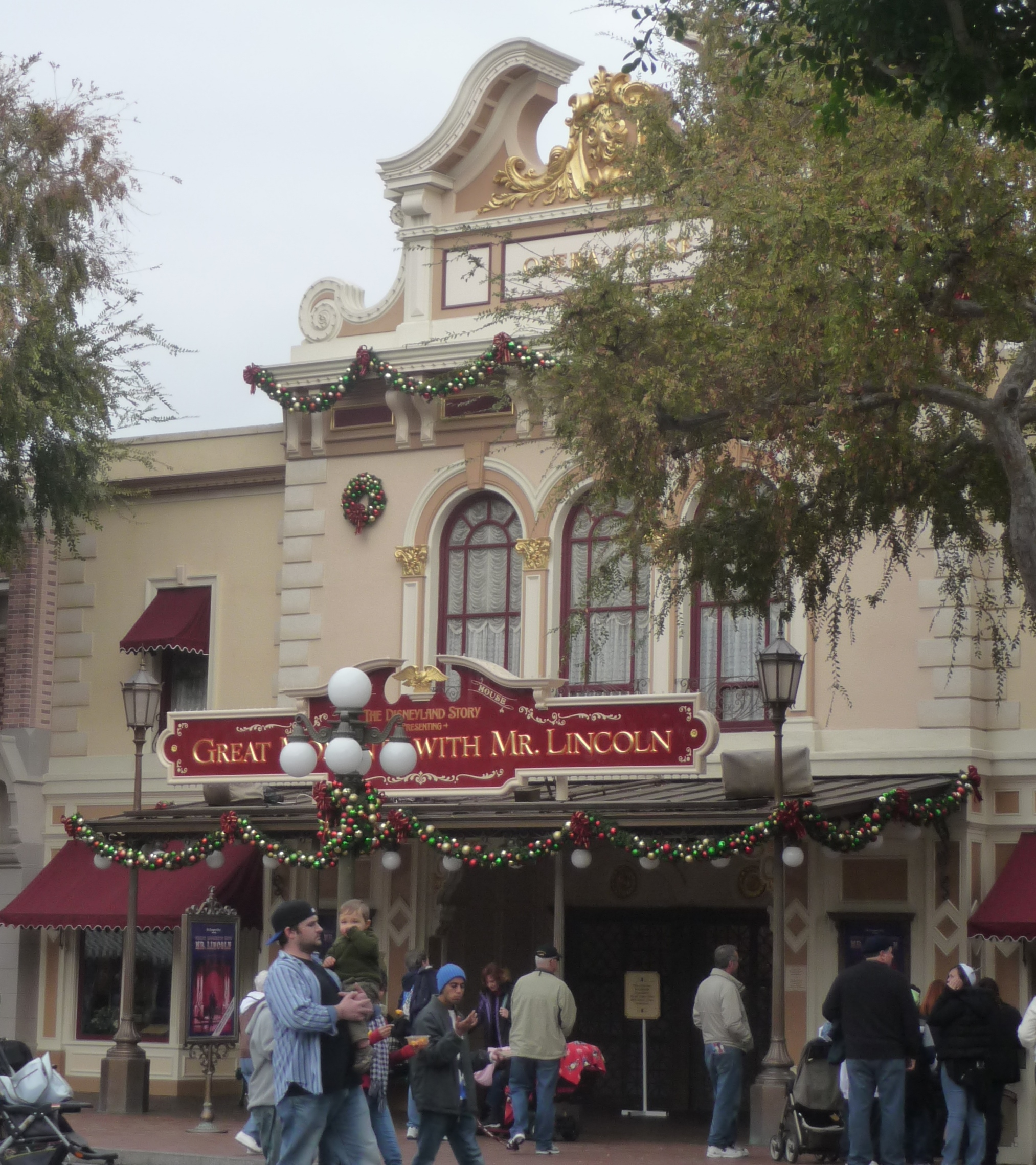
Entrée de Great Moments with Mr. Lincoln à Disneyland.
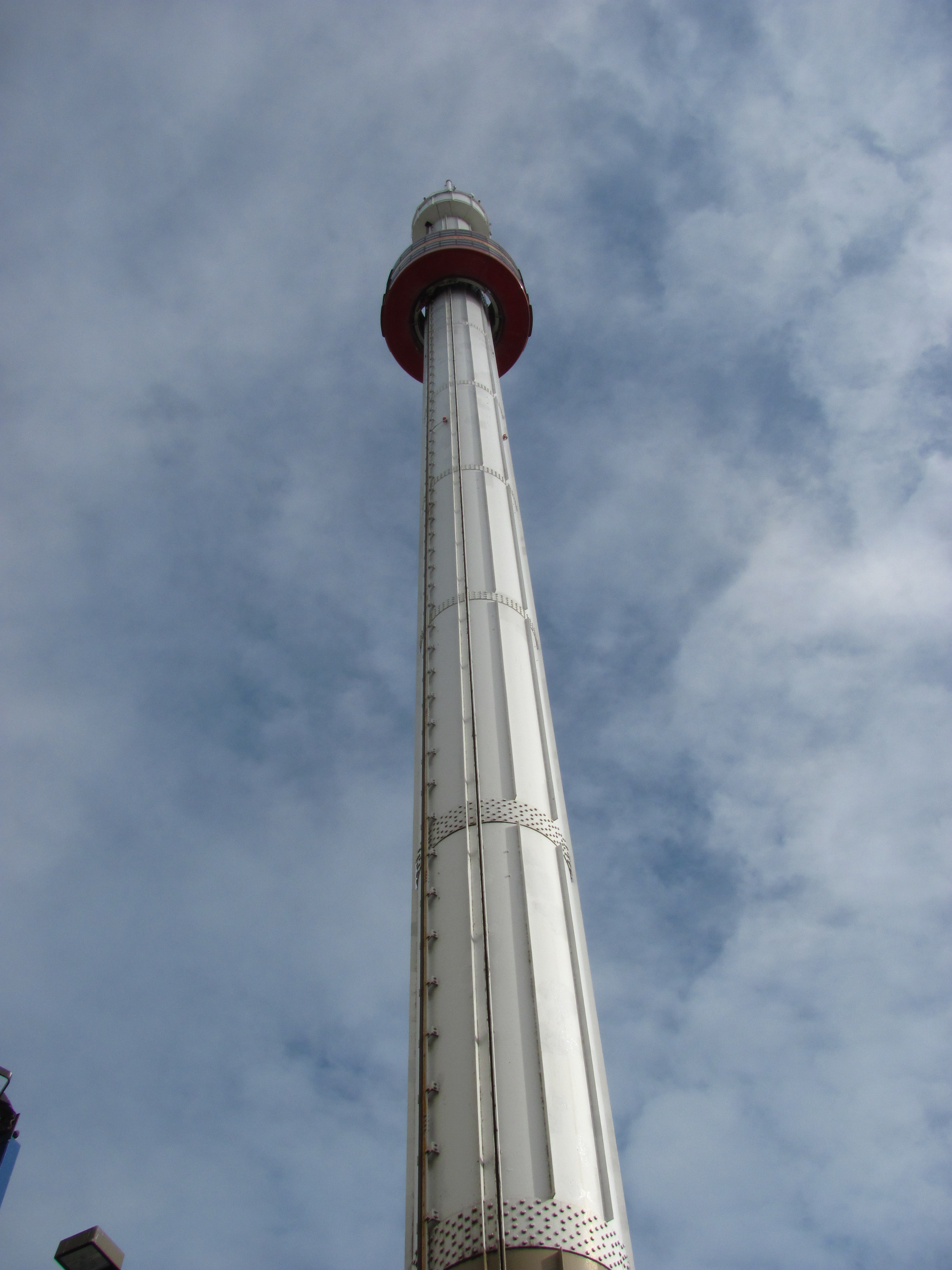
Space Spiral à Cedar Point